# Medford (Oregon)
Medford er en amerikansk by og administrativt centrum for det amerikanske county Jackson County, i staten Oregon. I 2006 havde byen et indbyggertal på 73.960.

## Ekstern henvisning
- Medfords hjemmeside (engelsk) Arkiveret 29. april 2011 hos  Wayback Machine

42°19′55″N 122°51′43″V / 42.33194°N 122.86194°V